# Bernhard C. Wintzek
Bernhard Christian Wintzek (* 9. August 1943 in Trachenberg; † 18. März 2018 in Asendorf) war ein deutscher  rechtsextremistischer und später rechtskonservativer Publizist.

## Leben
Bernhard Wintzek war Sohn des Gutsverwalters Paul Wintzek und der Apothekerin Elsa Wintzek. Seine Familie floh Ende Februar 1945 nach Norddeutschland und ließ sich nach verschiedenen Stationen Anfang 1951 in Asendorf nieder. Von 1954 bis 1958 besuchte er zunächst das Albert-Schweitzer-Gymnasium in Nienburg/Weser, anschließend 1958 ein Bremer Privatgymnasium, welches er im Frühjahr 1962 auf eigenen Wunsch und ohne Abitur verließ. Danach besuchte er mehrere Monate ein Internat in der Schweiz. Nach seiner Rückkehr nach Deutschland meldete er sich beim Bundesgrenzschutz, wo er von Oktober 1962 bis März 1964 seinen Wehrdienst ableistete.
Nach seinem Wehrdienst studierte Wintzek ab April 1964 an der Sozialpädagogischen Fachschule der Stadt Kassel in Fürstenhagen und absolvierte dort am 10. März 1966 die staatliche Prüfung. Danach war er als Lehrer an der privaten Realschule für Jungen auf Schloss Varenholz tätig. 1967 heiratete Wintzek.
1967 erhielt Wintzek ein Stipendium der Akademie für Musische Bildung Remscheid, wo er von April 1967 bis Juni 1968 eine Weiterbildung absolvierte. Seine Studien umfassten die Fächer Geschichte, Germanistik und Medienwissenschaften und beinhalteten auch kurze Auslandsaufenthalte in Amsterdam und Paris. Der Stipendiums-Auflage folgend, die ihn zu einer zweijährigen Tätigkeit in der Jugendarbeit verpflichtete, war Wintzek ab Juni 1968 Mitglied der Jury für Musische Bildung des Auswahllagers des musischen Wettbewerbs zur Teilnahme der Olympiafahrt der deutschen Jugend nach Mexiko-Stadt. Seine publizistische Tätigkeit bei der von ihm 1965 gegründeten Zeitschrift MUT wurde hierbei angerechnet.

## Wirken
Wintzek trat mit der Veröffentlichung seines Buches Protest (1967) erstmals öffentlich in Erscheinung. Von 1968 bis 2017 gab er die 1965 gegründete Zeitschrift Mut heraus, zunächst als Das Nationaleuropäische Magazin, später als Forum für Kultur, Politik und Geschichte. Gleichzeitig übernahm Wintzek auch die Chefredaktion; auch der der Zeitschrift angeschlossene Mut Verlag, in dem er mehrere seiner Bücher veröffentlichte, war bis zu seinem Tod in seiner Hand.
In den 1970er Jahren wurde er kurzzeitig als einer der Hauptinitiatoren der rechtsextremen Organisation Aktion Widerstand bekannt. Dazu nutzte er Anfang der 70er Jahre seine Positionen innerhalb des Mut Verlags, um die Aktion Widerstand, deren Initiatoren und Anhänger in den Massenmedien als „brauner Mob“ und „Neonazis“ bezeichnet wurden, multimedial zu begleiten. Zu dieser Zeit war Wintzek auch als Funktionär in der NPD tätig, für die er bei der Bundestagswahl 1972 kandidierte.
1979 erklärte Wintzek, seine redaktionellen wie auch persönlichen Leitlinien in Richtung einer vorbehaltlosen Öffnung für „Liberalität, Toleranz und geistige Pluralität“ geändert zu haben. Er änderte die inhaltliche Ausrichtung seiner bis dahin NPD-nahen Zeitschrift, die sich ab den 1980er Jahren unter anderem auch durch das verstärkte Engagement von Gerd-Klaus Kaltenbrunner zu einem „kultur-konservativen“ Magazin wandelte. Mut wurde mit der Juli/August-Ausgabe 2017 eingestellt.

## Werke
- Protest. Eine nationaleuropäische Zeitkritik der jungen deutschen Generation, Verlag Langer, Esslingen 1967
- Jugend sucht nach neuen Wegen, Mut-Verlag 1972
- Unsere Väter waren keine Verbrecher: wie es damals wirklich war, Mut-Verlag 1975
- Rote Fahnen über Bonn? Ziel und Methoden des Sowjetimperialismus, Mut-Verlag 1975
- Geheim – aus dem Archiv der Reichsregierung, 1976
- Die Lügen unserer Sozialdemokratie, 1977
- Denkfalle Zeitgeist: eine Ermutigung zu Maß und Mitte in 40 Essays, Mut-Verlag 2004, ISBN 3-89182-083-6